# Hoogveenvlekuil
De hoogveenvlekuil (Amphipoea lucens) is een nachtvlinder uit de familie van de uilen, de Noctuidae.

## Beschrijving
De voorvleugellengte bedraagt tussen de 14 en 17 millimeter. De grondkleur van de voorvleugel is lichtbruin tot groenbruin. De ringvlek en niervlek zijn opvallend lichtgekleurd, van wit tot oranje. De achtervleugel is vuilwit. De hoogveenvlekuil is moeilijk te onderscheiden van andere soorten Amphipoea.

## Waardplanten
De hoogveenvlekuil gebruikt pijpestrootje en veenpluis als waardplanten. De rups is te vinden van april tot juli. De soort overwintert als ei.

## Voorkomen
De soort komt voor in Europa en Oost-Azië.

### In Nederland en België
De hoogveenvlekuil is in Nederland een zeldzame en in België een zeer zeldzame soort. De vlinder kent één generatie die vliegt van juli tot en met september.